# Wassigny
Wassigny è un comune francese di 966 abitanti situato nel dipartimento dell'Aisne della regione dell'Alta Francia.

## Storia

### Simboli
Lo stemma del comune riprende il blasone della famiglia De Villelongue, signori del luogo dal 1536 al 1609.  Il comune di Nouvion-sur-Meuse ha adottato lo stesso stemma.

## Società

### Evoluzione demografica
Abitanti censiti